# Paul Benedict
Paul Bernard Benedict (Silver City, 17 settembre 1938 – Martha's Vineyard, 1º dicembre 2008) è stato un attore statunitense.
Ha fatto numerose apparizioni in produzioni televisive e cinematografiche a partire dal 1960. È conosciuto soprattutto per il ruolo di Mad Painter nella serie per bambini Sesamo apriti della Public Broadcasting Service e per aver interpretato il personaggio di Harry Bentley nella sitcom della CBS I Jefferson.

## Biografia
Benedict nacque a Silver City (Nuovo Messico) dalla giornalista Alma Marie Loring e dal medico Mitchell M. Benedict. Si trasferì in seguito in Massachusetts. Da ragazzo soffrì di acromegalia, un disturbo dell'ipofisi che colpisce gli arti e le ossa acrali e che spiega come la sua mascella e il suo naso fossero leggermente ingrossati.

### Televisione
Benedict è conosciuto soprattutto per il ruolo di Harry Bentley nella serie tv I Jefferson. Lo interpretò dall'inizio della serie nel 1975 fino al 1981, e dal 1983 fino alla fine della serie nel 1985. Il suo personaggio era un inglese che viveva accanto all'appartamento di George e Louise Jefferson, lavorava alle Nazioni Unite come traduttore ed era scapolo. Sin dall'inizio Harry Bentley era amato da tutti gli altri personaggi eccetto che da George Jefferson, che lo riteneva noioso; tuttavia i due, con l'avanzare della serie, diventarono molto amici. La particolarità del personaggio di Harry era quella di raccontare spesso storie lunghe e seccanti circa il suo passato, in particolare sulla sua infanzia e sui suoi parenti in Inghilterra.

### Cinema
Nel 1972 interpretò quello che forse è il suo ruolo cinematografico più famoso, quello del reverendo Lundquist nel film Corvo rosso non avrai il mio scalpo! di Sydney Pollack. Nel 1975 fu il mercante di schiavi Brownlee nel film  Mandingo, prodotto da Dino De Laurentiis.
Nel 1977 Benedict interpretò il direttore di scena in una produzione di Riccardo III, nel film Goodbye amore mio!, con protagonista Richard Dreyfuss. Nel 1984 apparve in una piccola scena nel mockumentary This Is Spinal Tap. Nel 1990 nel film Il boss e la matricola con Marlon Brando, interpretò un professore di cinema dell'Università di New York, insegnante del protagonista, interpretato da Matthew Broderick. Nel 1996 partecipò ad un altro mockumentary, Sognando Broadway, film la cui lavorazione coinvolse molti degli sceneggiatori e degli attori di This Is Spinal Tap.

### Teatro
Oltre a vari ruoli per la televisione e il cinema, Benedict fu un valente e proficuo attore teatrale e partecipò a numerose produzioni di Broadway: da ricordare Hughie (1996) di Eugene Gladstone O'Neill, in cui fu protagonista assieme ad Al Pacino, e nel musical The Music Man (2000-2001) di Meredith Willson.
Nel 2007 interpretò Hirst nel dramma  No Man's Land di Harold Pinter, all'American Repertory Theater a Cambridge, Massachusetts.
Come regista Benedict diresse a Broadway Any Given Day di Frank D. Gilroy. Per l'Off Broadway diresse la commedia originale di Terrence McNally Frankie and Johnny in the Clair de Lune, e The Kathy and Mo Show di Kathy Najimy e Mo Gaffney, per il quale vinse un Obie Award.

### Morte
Il primo dicembre 2008 fu trovato morto nella sua casa di Martha's Vineyard, Massachusetts, a causa di un'emorragia cerebrale. Aveva 70 anni.

## Filmografia

### Cinema
- The Double-Barrelled Detective Story, regia di Adolfas Mekas (1965)
- The Virgin President, regia di Graeme Ferguson (1968)
- Una scommessa in fumo (Cold Turkey), regia di Norman Lear (1971)
- Taking Off, regia di Miloš Forman (1971)
- La gang che non sapeva sparare (The Gang That Couldn't Shoot Straight), regia di James Goldstone (1971)
- Corvo rosso non avrai il mio scalpo! (Jeremiah Johnson), regia di Sydney Pollack (1972)
- Voglio la libertà (Up the Sandbox), regia di Irvin Kershner (1972)
- Deadhead Miles, regia di Vernon Zimmerman (1972)
- Prima pagina (The Front Page), regia di Billy Wilder (1974)
- Mandingo, regia di Richard Fleischer (1975)
- Smile, regia di Michael Ritchie (1975)
- Goodbye amore mio! (The Goodbye Girl), regia di Herbert Ross (1977)
- Billy in the Lowlands, regia di Jan Egleson (1979)
- Desperate Moves, regia di Ovidio G. Assonitis (1981)
- Ho perso la testa per un cervello (The Man with Two Brains), regia di Carl Reiner (1983)
- Anime gemelle (The Lonely Guy), regia di Arthur Hiller (1984) (voce) (non accreditato)
- This Is Spinal Tap, regia di Rob Reiner (1984)
- Arturo 2: On the rocks (Arthur 2: On the Rocks), regia di Bud Yorkin (1988)
- Cocktail, regia di Roger Donaldson (1988)
- The Chair, regia di Waldemar Korzeniowsky (1988)
- Doppia verità (Listen to Me), regia di Douglas Day Stewart (1989)
- Il boss e la matricola (The Freshman), regia di Andrew Bergman (1990)
- Scappatella con il morto (Sibling Rivalry), regia di Carl Reiner (1990)
- La famiglia Addams (The Addams Family), regia di Barry Sonnenfeld (1991)
- Guns and Lipstick, regia di Jenö Hodi (1995)
- Sognando Broadway (Waiting for Guffman), regia di Christopher Guest (1996)
- L'avvocato del diavolo (The Devil's Advocate), regia di Taylor Hackford (1997) (non accreditato)
- Who Was That Man, regia di Jon Korkes - cortometraggio (1998)
- A Fish in the Bathtub, regia di Joan Micklin Silver (1999)
- Isn't She Great, regia di Andrew Bergman (2000)
- A Mighty Wind - Amici per la musica (A Mighty Wind), regia di Christopher Guest (2003)
- After the Sunset, regia di Brett Ratner (2004)
- Side by Each, regia di Rich Allen (2008)

### Televisione
- Kojak – serie TV, 1 episodio (1974)
- Harry O – serie TV, 1 episodio (1974)
- Maude – serie TV, 1 episodio (1975)
- Arcibaldo (All in the Family) – serie TV, 1 episodio (1975)
- La storia di Wanda (Hustling), regia di Joseph Sargent – film TV (1975)
- The Making of 'The Goodbye Girl – documentario TV (1977)
- The Electric Grandmother, regia di Noel Black – film TV (1982)
- Il grigio e il blu (The Blue and the Gray) – miniserie TV (1982)
- Mama Malone – serie TV, 2 episodi (1984)
- I Jefferson (The Jeffersons) – serie TV, 150 episodi (1975-1985)
- George Burns Comedy Week – serie TV, 1 episodio (1985)
- La signora in giallo (Murder, She Wrote) – serie TV, episodio 2x10 (1985)
- Ai confini della realtà (The Twilight Zone) – serie TV, 1 episodio (1987)
- Sesamo apriti (Sesame Street) – serie TV, 27 episodi (1972-1988)
- Babycakes, regia di Paul Schneider – film TV (1989)
- Tutti al college (A Different World) – serie TV, 1 episodio (1991)
- Racconti di mezzanotte (Tales from the Crypt) – serie TV, 1 episodio (1991)
- Morton & Hayes – serie TV, 1 episodio (1991)
- A Spinal Tap Reunion: The 25th Anniversary London Sell-Out, regia di Jim Di Bergi – film TV (1992) - non accreditato
- Una donna in 'crescendo' (Attack of the 50 Ft. Woman), regia di Christopher Guest – film TV (1993)
- Pig Sty (1 episodio, (1995)
- Seinfeld – serie TV, 1 episodio (1998)
- Sentieri (The Guiding Light) – serie TV (1999)
- The Drew Carey Show – serie TV, 1 episodio (2002)
- Intimate Portrait – documentario TV (2004)

### Regista
- I Jefferson (The Jeffersons) (1 episodio, 1985)

## Doppiatori italiani
Nelle versioni in italiano delle opere in cui ha recitato, Paul Benedict è stato doppiato da:
- Enrico Carabelli ne I Jefferson (st. 1, ep. 2x01-2x14, 4x18, 4x20, 5x01-14)
- Pietro Ubaldi ne I Jefferson (ep. 2x15-2x24, st. 3, 4x01-4x17, 5x15-5x24, st. 6-8, 10-11)
- Antonello Governale ne I Jefferson (ep. 4x19-5x14)
- Pietro Biondi ne Il boss e la matricola
- Sandro Sardone in Scappatella con il morto
- Gianni Marzocchi in Goodbye amore mio!
- Manlio De Angelis in Prima pagina
- Max Turilli in Ho perso la testa per un cervello
- Oliviero Dinelli in Una donna in 'crescendo'
- Antonio Guidi in Mandingo
- Sandro Tuminelli in Corvo rosso non avrai il mio scalpo!
- Giorgio Bandiera ne La signora in giallo

## Tributi alla memoria
- The 61st Primetime Emmy Awards (TV) (2009)
- 15th Annual Screen Actors Guild Awards (TV) (2009)

## Premi e riconoscimenti
Oltre all'Obi Award gli è stato assegnato nel 2009 l'Elliot Norton Award, premio postumo assegnato dalla Boston Theater Critics Association. Il riconoscimento è stato ritirato da un amico di Paul: Al Pacino.